# イクティネオII
イクティネオII（Ictineo II）は、ナルシス・ムントリオルによって、スペインはバルセロナで建造された潜水艇。イクティネオIの改良型として建造され、1864年に進水した。極めて先駆的な性能を有しており、非大気依存推進が可能な世界初の潜水艇であった。

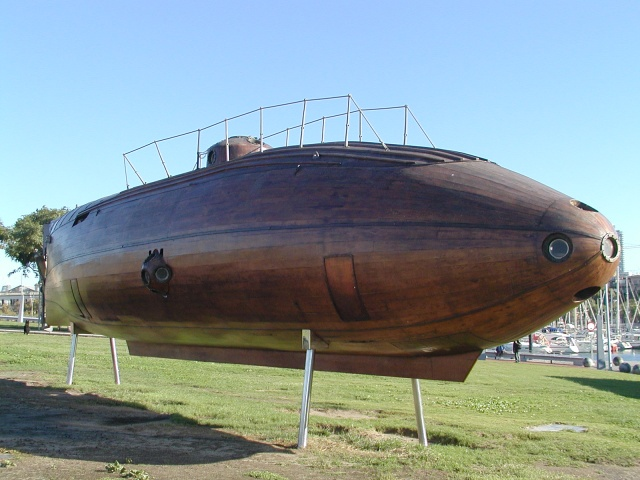
イクティネオIIのレプリカ

## 開発経緯
ムントリオルを筆頭とする潜水艇協会は、1860年にイクティネオIを進水させ、約50回の潜水試験を行っていた。しかし、イクティネオIはあくまで実験艇であり、ムントリオルは更に高性能なII号艇であるイクティネオIIの建造を計画していた。
イクティネオIIの船体は1864年の夏に完成し、同年10月2日にバルセロナ港（en）で進水した。その後、各種システムの内部作業の後、1865年5月20日に試験航海及び潜水試験を行い、成功を収めた。
しかし、同年6月16日の潜航中に浸水事故が発生。これの原因の修理と試験潜航時に発覚した不具合の修正のため、イクティネオIIは四ヶ月間の修理を余儀なくされた。この修理の際に二酸化炭素除去装置の改良が行われている。
同年11月に修理が完了した後、12月にはスペイン政府へのアプローチの為、武装化改修が行われた。イクティネオIIは12月22日から三回に渡って武装の実演を行ったが、港湾当局によって火器の使用の停止が命令され、ムントリオルのもくろみは潰えた。
その後、航続距離の延長のため、ムントリオルは全金属製・動力化されたIII号艇の建造を計画したが、資金難からイクティネオIIの動力化に止まった。この時期、ムントリオルはスポンサー探しの一環として、1866年7月3日にアメリカ海軍に向けて武装型イクティネオIIの販売を打診している。
動力化改造は1867年に完了し、10月20日に水上での動力航行を、12月14日に水中での動力試験を行ったが、12月23日に潜水艇協会が破産したため、水中での動力航行が行われることはなかった。その後、ムントリオルの唯一の財産であったイクティネオIIは債権者に差し押さえられた後に売却され、スクラップとして解体された。
ムントリオルは1869年に『潜水工学に関する考察』という書籍を執筆した。同著は300ページに及び、潜水技術の歴史や潜水艇の用途などと共に、イクティネオIIの建造方法や図面が記されている。同著は1870年1月1日に完成し、当初はスポンサーが見つからず出版される事はなかったが、ムントリオルの死後の1891年に有志らが資金を集め、出版にこぎつけた。また、有志らは同著一部を大英図書館へと送っている。
現在では、イクティネオIIの実物大レプリカがバルセロナ港に展示されている他、バルセロナ市内のディアゴナル通り（en）にジュセップ・マリア・スビラクス（en）の手によるイクティネオIIの彫刻が飾られている。また、一部の部品がバルセロナ海洋博物館に所蔵されている。

## 構造
イクティネオIIは、イクティネオIの欠点を修正して大型化させた、外洋航行が可能な潜水艇として計画されていた。

### 船体
排水量72t、全長17m、内部空間は29m3。船体は流線形であり、イクティネオIと同様の二重船殻構造を有している。内部耐圧殻はイクティネオIと同じ、厚さ10cmのオリーブ材をからなる耐圧殻をオーク材の輪で補強し、厚さ2mmの銅板で覆ったものだが、銅板には当時の先端技術であった溶接が使用されていた。500mまでの潜行が可能だが、安全性の観点から限界深度が50mに制限されている点もイクティネオIと同様である。

### 動力
動力は人力で、後に2基の蒸気機関が装備された。人力動力は20名の人員が船内のクランクを回すもので、これによって船体後部のスクリューを回転させる。この20名という人数は、そのままイクティネオIIの乗組員の総数でもある。人力で得られる速度は、水中で約2ノット。
蒸気機関は元々III号艇に搭載される予定だったものだが、資金難からIII号艇の建造は不可能となり、イクティネオIIに搭載された。この機関は市販のレシプロ式蒸気機関を改造したもので、水上航行用の1基目は従来通りに石炭を使用するが、水中航行用の2基目は燃焼ではなく亜鉛53%・二酸化マンガン16%・塩素酸カリウム31%を混合させた化学燃料棒を化学反応させる事によって、熱と副産物である酸素や酸化亜鉛を発生させる。これによりイクティネオIIは非大気依存推進を可能とした世界初の潜水艇となった。
蒸気機関の出力は6馬力であり、速力は最大で4.5ノット（水上）にまで向上したが、機関がスペースを取った為に乗組員は4～5名にまで減少した。また、機関の放熱が凄まじく、数分間潜航しただけで冷却のために浮上しなければならない程だった。これに対しては海水を利用した冷却装置を取り付ける事が検討されていたが、実現しなかった。
また、主スクリューの他にサイドスラスターとして、2基の小型プロペラを船体後部に装備している。

### バラストタンク
水中での深度変更をスクリューに依存していたイクティネオIとは異なり、イクティネオIIでは水面上での姿勢を保つ為のメインタンクの他に、水中での深度を調節する為のサブタンクを有しており、バラストタンクの調節のみで深度を調節する事が出来る。メインタンクの容量は8t。サブタンクの容量は0.8t。

### 生命維持機能
イクティネオIIには、水中で酸素を船内に供給する為に、二酸化マンガンを触媒として、塩素酸カリウムを化学反応によって塩化カリウムと酸素に分解する酸素発生装置が備えられていた。この酸素発生装置はイクティネオIの物と同様の二酸化炭素除去装置に接続されており、酸素に混じる二酸化炭素などを除去できるようになっている。
建造当初は発生する酸素に二酸化炭素が混入している、大量の蒸気が発生するなどの欠点があったが、後に改良されたことによって蒸気の発生は止み、二酸化炭素の濃度も1%以下に抑えられるようになった。また、リンと水銀を用いた酸素量計測装置と、苛性カリ水溶液を使用した二酸化炭素量計測装置も備えられている。
この他、二酸化炭素除去装置から発生する消石灰溶液を用いた、船内の細菌（ムントリオルは「アニマリリョス」と呼んだ）の殺菌機能や、乗組員の屁から発生するガスを、消石灰やカリウムを反応性吸収材として用いて消臭する機能まで用意されていた。

### 武装
ムントリオルはスペイン政府への売り込みの為、イクティネオIIを武装させた事もあった。これをムントリオルは各国の海軍力を均等にし、結果的に世界平和を実現させるものだと考えていた（この考えは後の戦略ミサイル潜水艦による抑止力の思想に近い）。
武装されたイクティネオIIは、水中発射が可能な6口径10cm砲1門を装備していた。また、ムントリオルはこれとは別にロケット式魚雷の設計図も残しており、これもイクティネオIIに搭載される予定だったと思われる。

### その他の装備
イクティネオIIは海底の風景を探訪する為に、ガラス製の19の丸窓と強力な水素灯を備えていた。丸窓は厚さ10cm、直径20cmで、5個の窓を半球形の出っ張りの中に埋め込んだものが両舷に一組ずつと船首に一組、残りは上部のセイルに備えられている。
水素灯は水素と酸素の化学反応を利用したもので、ジルコニウム、マグネシウム、酸化亜鉛などを用いる事によって、更に明るさが増されている。これは回転板に取り付けられ、前上部に1基が備えられていた。
また、海中のサンゴなどを採集するために、先端がハサミになった伸縮式のマジックハンドも装備されている。これは艇の内部から操作する事が可能。

## 性能諸元
- 排水量：72t
- 全長：17m
- 乗員数：20名（蒸気機関搭載後は4～5名）
- 最大潜航深度：50m（設計上では約500m）
- 動力：人力、後に蒸気機関（6馬力）
- 最大速力：2ノット（人力）、4.5ノット（蒸気機関、水上）
- 潜航時間：8時間以上